# تحصیل کت چهوتا
تحصیل کت چهوتا (به انگلیسی: Kot Chutta) یک تحصیل در پاکستان است که در ناحیه دیره غازی خان واقع شده‌است.